# Ricky Shayne
George Albert Tabett (Cairo, 4 de junho de 1944), conhecido pelo nome artístico Ricky Shayne, é um cantor, compositor, ator e empresário francês de ascendência libanesa que fez sucesso na década de 1960, principalmente em países de língua alemã.

## Biografia
Filho de um libanês e de uma francesa, mudou-se para Paris aos 15 anos com sua mãe, e fez aulas de música por 2 anos. Em seguida foi para a Itália, passando a adotar o nome artístico de Ricky Shayne, lançando em 1965 seu primeiro hit, "Uno dei Mods" (composição de Gianni Meccia e Franco Migliacci), rendendo a ele um disco de ouro. Um ano depois faz uma participação em La Battaglia dei Mods, onde interpretou um jovem insatisfeito e também atuou como cantor no filme, que teve ainda participações de Udo Jürgens, Joachim Fuchsberger e Elga Andersen, passando a morar na Alemanha durante a produção.
Em terras germânicas, gravou Ich sprenge alle Ketten, composta pelos então desconhecidos Giorgio Moroder e Michael Holm, que alcançou sucesso nas rádios da Alemanha tornou Shayne um ídolo dos fãs alemães de música pop. Outras músicas de destaque foram "Das hat die Welt noch nicht gesehn", "Es wird ein Bettler zum König" e "Ich mache keine Komplimente" (1967).
Em 1971, lançou uma versão em alemão de seu maior sucesso, "Mamy Blue" (composta por Hubert Giraud), sendo executada com frequência no país, obtendo o 8º lugar nas paradas musicais - ficou também entre os 10 primeiros hits na Bélgica e na França, além de ocupar a primeira posição nas rádios argentinas e brasileiras. Ele ainda atuou no filme de comédia Hurra, wir sind mal wieder Junggesellen!, no mesmo ano. "Mamy Blue" fez parte da trilha sonora internacional da novela Bandeira 2, da TV Globo.
Shayne mudou-se para os Estados Unidos em 1976, viajando ocasionalmente à Alemanha para fazer negócios comerciais e se apresentar em shows nostálgicos. Em 1989, lançou "King Ricky", com destaque para a faixa "Once I'm Gonna Stay Forever'' (que fez parte da trilha sonora da série Rivalen der Rennbahn), e desde então não voltou a lançar novos álbuns, passando a trabalhar como pintor. Em 2010, organizou a exposição "Ricky Shayne. The Outsider".